# Parafia św. Jerzego w Kałudze
Parafia św. Jerzego w Kałudze – rzymskokatolicka parafia znajdująca się w archidiecezji Matki Bożej w Moskwie, w Dekanacie Zachodnim. Posługę duszpasterską w parafii prowadzą ojcowie franciszkanie, a według stanu na kwiecień 2018, jej proboszczem jest o. Andriej Buko OFMConv. 